# 大戈羅德尼齊亞
大戈羅德尼齊亞（烏克蘭語：Велика Городниця），是烏克蘭西北部的村莊，隸屬里夫內州的杜布諾區。該村始建於1396年，面積18.5平方公里，海拔高度203米，2001年人口697，人口密度每平方公里37.6人。